# Такесдорф
Такесдорф (њем. Tackesdorf) општина је у њемачкој савезној држави Шлезвиг-Холштајн. Једно је од 165 општинских средишта округа Рендсбург. Према процјени из 2010. у општини је живјело 93 становника. Посједује регионалну шифру (AGS) 1058158.

## Географски и демографски подаци
Такесдорф се налази у савезној држави Шлезвиг-Холштајн у округу Рендсбург. Општина се налази на надморској висини од 4 метра. Површина општине износи 7,6 km². У самом мјесту је, према процјени из 2010. године, живјело 93 становника. Просјечна густина становништва износи 12 становника/km².